# Новолуговской сельсовет
Новолуговской сельсовет — сельское поселение в Новосибирском районе Новосибирской области Российской Федерации.
Административный центр — село Новолуговое.

## История
Статус и границы сельского поселения установлены Законом Новосибирской области от 2 июня 2004 года № 200-ОЗ «О статусе и границах муниципальных образований Новосибирской области»

## Население
| 2002  | 2010  | 2012  | 2013  | 2014  | 2015  | 2016  |
| ----- | ----- | ----- | ----- | ----- | ----- | ----- |
| 4160  | ↗4928 | ↘4800 | ↗4908 | ↘4890 | ↗5126 | ↗5279 |
| 2017  | 2018  | 2019  | 2020  | 2021  |       |       |
| ↗5462 | ↗5759 | ↗6001 | ↘5948 | ↗8029 |       |       |

## Состав сельского поселения
| № | Населённый пункт | Тип населённого пункта       | Население |
| - | ---------------- | ---------------------------- | --------- |
| 1 | Издревая         | деревня                      | ↘757      |
| 2 | Новолуговое      | село, административный центр | ↗6949     |
| 3 | Ремесленный      | посёлок                      | ↘67       |